# Gura Galbenei
Gura Galbenei è un comune della Moldavia situato nel distretto di Cimișlia di 5.500 abitanti al censimento del 2004